# Culturas urbanas virtuales
Las Culturas Urbanas Virtuales (CUV) son aspectos de las sociabilidades, costumbres y folclor característico de grupos humanos que usan Internet como vínculo principal, y como espacio principal de comunicación de sus actividades sociales urbanas. Las CUV son similares a las ciberculturas en cuanto a su participación primordial en Internet, pero a diferencia de estas, las CUV no generan su sociabilidad a propósito de Internet sino a propósito de las acciones de interacción en la ciudad en sus ghettos.
Algunos grupos que comparten CUV son los skaters, los rollers y los grupos de intercambio musical y difusión underground como músicos hardcore, ska, electrónicos.
Los grupos de pocas personas, para evitar el anonimato, se reunían en una esquina de la calle o en un centro de tipo de entretenimiento para charlar con los amigos y organizar actividades de cultura popular y deportiva o de ocio. En un nivel superior y organizado, mucho más sencillo de contactar; están ahora disponibles las redes de Internet, tecnológicamente más eficaz que el teléfono o el correo.